# Etiketa (nálepka)

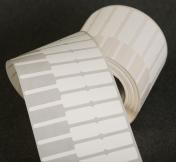
Samolepicí fóliová etiketa

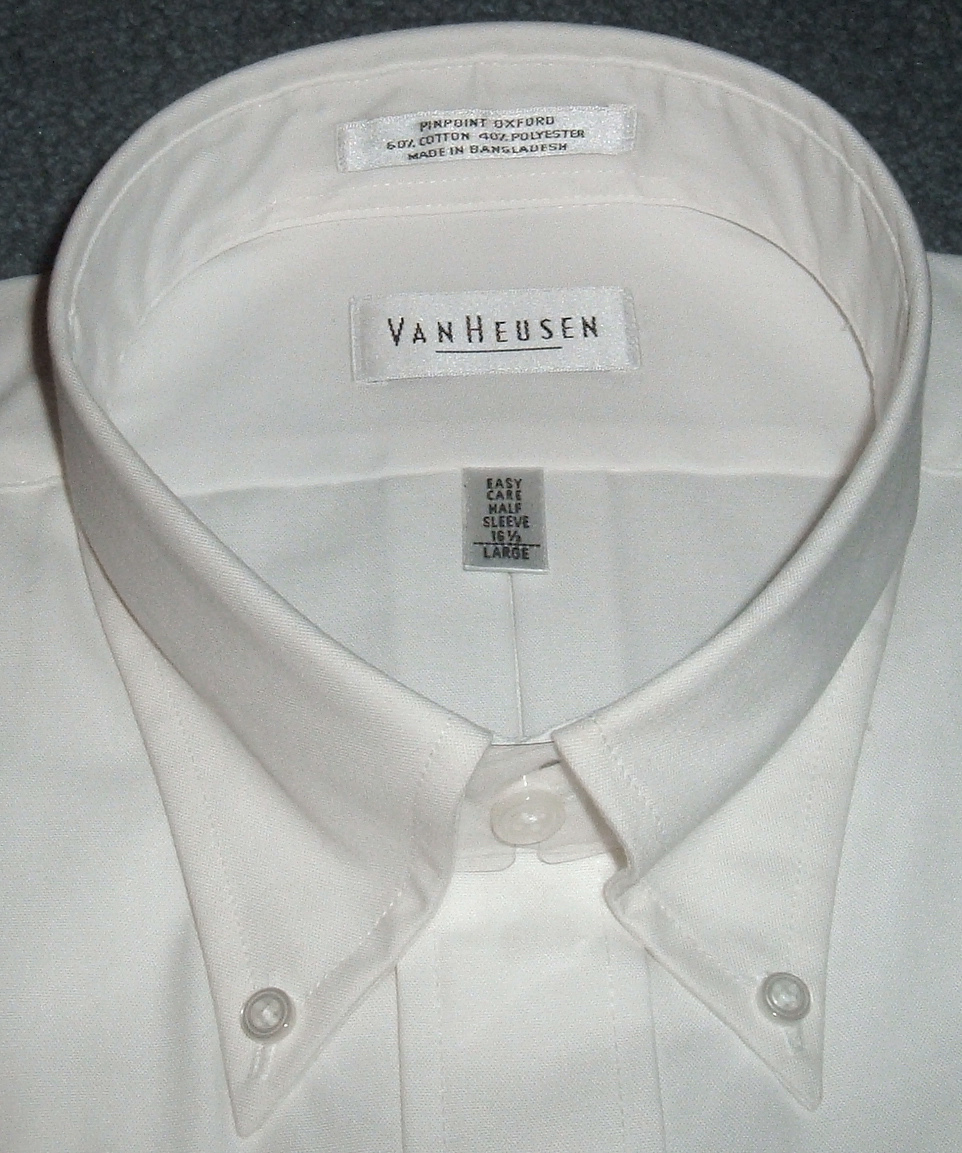
Látkové etikety, přišité na košili

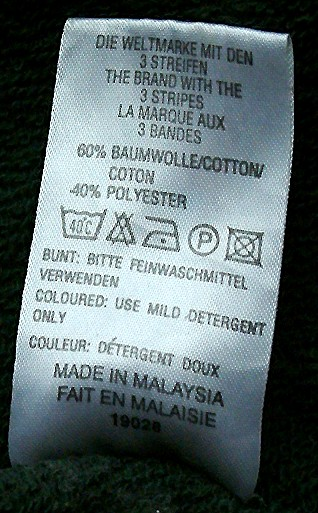
Látkové informační etikety, přišité na textilii

Etiketa (angl. label, něm. Etikett) je polygrafický výrobek. Etikety se dělí na samolepicí a nesamolepicí. Nejpoužívanějším materiálem pro výrobu etiket je papír nebo různé druhy fólií v kombinaci s vhodným druhem lepidla.

## Druhy etiket

### Samolepicí etikety
- bezpečnostní etiketa
- booklet a sendvičová etiketa
- cenová etiketa
- fóliová etiketa
- grafická etiketa
- nekonečná etiketa
- print etiketa
- speciální etikety (ekologická, pro nevidomé, inteligentní, extrémně odolná)
- termoetiketa a termotransferová etiketa

### Nesamolepicí etikety
- etiketa na gramofonové desce
- jedlá etiketa
- nekonečný pás (etiketa nelepí, dokud je na pásu)
- visačka

## Výroba etiket
Etikety se vyrábějí z nejrůznějších druhů papírů a fólií v kombinaci s vhodně zvoleným typem lepidla. Výběr této kombinace se odvíjí od způsobu využití a uskladnění etikety. Jiné materiály se používají pro interiérové a jiné pro exteriérové využití.

## Potisk a zušlechtění etiket
Etikety je možno potiskovat nejrůznějšími způsoby opět v závislosti na využití. Je možno využít ofsetový tisk, flexotisk nebo nejnověji digitální tisk. Etikety např. vinné etikety je možné zušlechtit tzv. ražbou nebo embosem.

## Využití a aplikace etiket
Etikety se využívají zejména k označování výrobků nejrůznějšími informacemi (technické štítky), čárovými kódy, personalizovanými daty apod. Etikety se využívají téměř ve všech odvětvích průmyslu ať už v automobilovém průmyslu, potravinářském, metalurgickém, farmaceutickém, textilním nebo elektrotechnickém průmyslu.
Etikety je na výrobky a produkty možné aplikovat ručně nebo automaticky pomocí etiketovacích linek, kleští a jiných zařízení.